# Коханович, Сергей Николаевич
Серге́й Никола́евич Кохано́вич (20 октября 1921, Москва — 26 октября 1956, Будапешт) — полковник Советской Армии, участник подавления Венгерского восстания 1956 года, Герой Советского Союза (1956).

## Биография

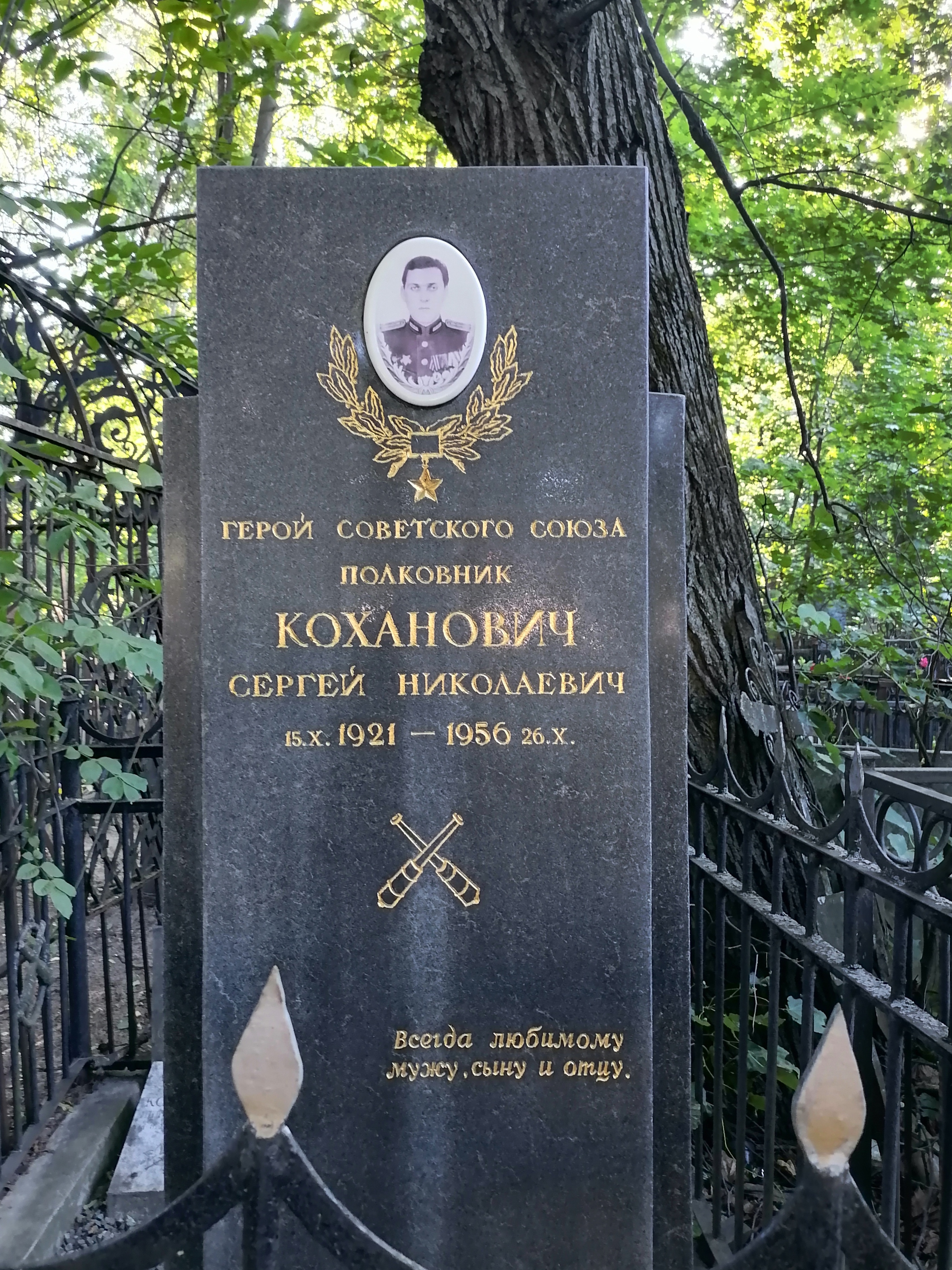
Могила Кохановича на Ваганьковском кладбище.

Сергей Коханович родился 20 октября 1921 года в Москве. Русский. Получил среднее образование. В 1939 году Коханович был призван на службу в Рабоче-крестьянскую Красную Армию. В 1941 году он окончил 1-е Московское Краснознаменное артиллерийское училище. С октября того же года на фронтах Великой Отечественной войны, воевал до самой Победы. В 1951 году Коханович окончил Военную артиллерийскую академию. К осени 1956 года служил в Румынии, командовал 1195-м артиллерийским полком 33-й гвардейской механизированной дивизии Отдельной механизированной армии.
23 октября 1956 года полк Кохановича вступил на территорию Венгерской Народной Республики и принял активное участие в боях с венгерскими повстанцами. 25 октября части его дивизии, не имея карт и сопровождающих, потеряли ориентирование в Будапеште. Коханович восстановил управление частями, найдя многие подразделения и организовав оборону. На одной из будапештских улиц он получил смертельное ранение в голову и на следующий день умер. Похоронен на Ваганьковском кладбище (4 уч.).
Указом Президиума Верховного Совета СССР от 18 декабря 1956 года за «мужество и отвагу, проявленные при выполнении воинского долга» полковник Сергей Коханович посмертно был удостоен высокого звания Героя Советского Союза. Также был награждён орденами Ленина (18.12.1956), Красного Знамени (08.02.1945), Отечественной войны 2-й степени (29.05.1944), двумя орденами Красной Звезды (26.04.1943, 30.04.1954),   рядом медалей.